# Нитрат ртути(II)
Нитра́т рту́ти(II) — неорганическое соединение, соль металла ртути и азотной кислоты с формулой Hg(NO3)2, бесцветные кристаллы, растворимые в кислых водных растворах, высокотоксичен, гидролизуется горячей водой, образует кристаллогидраты.

## Получение
- Растворение ртути в горячей концентрированной азотной кислоте:

{\displaystyle {\mathsf {Hg+4HNO_{3}\ {\xrightarrow {90^{o}C}}\ Hg(NO_{3})_{2}+2NO_{2}\uparrow +2H_{2}O}}}
- или оксида ртути в разбавленной азотной кислоте:

{\displaystyle {\mathsf {HgO+2HNO_{3}\ {\xrightarrow {}}\ Hg(NO_{3})_{2}+H_{2}O}}}
- Окисление нитрата ртути(I) горячей концентрированной азотной кислотой:

{\displaystyle {\mathsf {Hg_{2}(NO_{3})_{2}+4HNO_{3}\ {\xrightarrow {90^{o}C}}\ 2Hg(NO_{3})_{2}+2NO_{2}\uparrow +2H_{2}O}}}
- или кислородом в разбавленной азотной кислоте:

{\displaystyle {\mathsf {2Hg_{2}(NO_{3})_{2}+O_{2}+4HNO_{3}\ {\xrightarrow {}}\ 4Hg(NO_{3})_{2}+2H_{2}O}}}
- Реакция ртути с оксидом азота:

{\displaystyle {\mathsf {Hg+4NO_{2}\ \xrightarrow {} \ Hg(NO_{3})_{2}+2NO\uparrow }}}

## Физические свойства
Нитрат ртути(II) образует бесцветные кристаллы.
Растворим в подкисленной холодной воде, гидролизуется в горячей воде.
Растворяется в ацетоне.
Образует кристаллогидраты состава Hg(NO3)2•n H2O, где n = ½, 1, 2, 8.

## Химические свойства
- Безводную соль получают сушкой кристаллогидрата в вакууме:

{\displaystyle {\mathsf {Hg(NO_{3})_{2}\cdot 0,5H_{2}O\ {\xrightarrow {20-30^{o}C,vacuum}}\ Hg(NO_{3})_{2}+0,5H_{2}O}}}
- Разлагается при нагревании:

{\displaystyle {\mathsf {2Hg(NO_{3})_{2}\ {\xrightarrow {<360^{o}C}}\ 2HgO+4NO_{2}+O_{2}}}}
{\displaystyle {\mathsf {Hg(NO_{3})_{2}\ {\xrightarrow {>400^{o}C}}\ Hg+2NO_{2}+O_{2}}}}
- Реагирует с водой:

{\displaystyle {\mathsf {Hg(NO_{3})_{2}+H_{2}O\ {\xrightarrow {}}\ HgO\downarrow +2HNO_{3}}}}
- Реагирует с щелочами:

{\displaystyle {\mathsf {Hg(NO_{3})_{2}+2NaOH\ {\xrightarrow {}}\ HgO\downarrow +2NaNO_{3}+H_{2}O}}}
- Вступает в обменные реакции:

{\displaystyle {\mathsf {Hg(NO_{3})_{2}+H_{2}S\ {\xrightarrow {}}\ HgS\downarrow +2HNO_{3}}}}
- В разбавленной азотной кислоте обратимо реагирует со ртутью:

{\displaystyle {\mathsf {Hg(NO_{3})_{2}+Hg\ \rightleftarrows \ Hg_{2}(NO_{3})_{2}}}}

## Применение
- Как реактив в химическом анализе.
- В органическом синтезе.